# Elman Ali Ahmed
Ali Ahmed Elman (in arabo علم علي أحمد‎?; Mogadiscio, ... – 9 marzo 1996) è stato un imprenditore e attivista somalo assassinato nel 1996 ed noto fino ad oggi come il Padre Somalo della Pace.

## Vita privata
Nato a Mogadiscio e proveniente dal clan Duduble Hawiye, era sposato con Fartuun Adan, con la quale aveva quattro figlie. 
Fervente attivista per la pace negli anni '90, ha coniato in Somalia il detto Drop the Gun, Pick up the Pen.
A causa delle minacce di morte, Ahmed aveva programmato di trasferirsi all'estero. Il 9 marzo 1996, fu assassinato vicino alla casa di famiglia, nella parte meridionale della città. All'epoca l'area era sotto il controllo del leader della fazione Mohamed Farah Aidid. Sebbene l'omicidio di Ahmed abbia avuto una matrice politica, un rappresentante di Aidid ha negato il coinvolgimento, condannando l'omicidio.
A novembre 2019, la figlia di Elman, Almaas Elman, cresciuta in Canada e che, con altri membri della sua famiglia, era tornata in Somalia come soccorritrice, è stata uccisa vicino all'aeroporto di Mogadiscio.

## Carriera
Ahmed era un uomo d'affari nel ramo della riparazione e recupero di veicoli. Ha anche gestito in città un istituto di addestramento tecnico per riabilitare i giovani militanti durante l'apice della guerra civile. È stato impegnato - ma disallineato politicamente -, spesso assumendo l'incarico di leader locale nell'intento di porre fine al conflitto civile, sosteneva la pace e la riconciliazione.
Ahmed ha anche gestito l'Elman Football Club, una squadra di calcio della città, ha fornito servizi di soccorso ai bambini svantaggiati e ha contribuito alla ristrutturazione di strutture comunitarie come le strade e l'elettricità.

## Elman Peace Center
In suo onore, la moglie Fartuun Adan e le loro figlie hanno istituito il centro Elman Peace and Human Rights Center a Mogadiscio. Adan è la direttrice esecutiva della ONG, mentre la figlia Ilwad lavora al suo fianco.